# Kanton Goderville
Kanton Goderville (fr. Canton de Goderville) je francouzský kanton v departementu Seine-Maritime v regionu Horní Normandie. Skládá se z 22 obcí.

## Obce kantonu
- Angerville-Bailleul
- Annouville-Vilmesnil
- Auberville-la-Renault
- Bec-de-Mortagne
- Bénarville
- Bornambusc
- Bréauté
- Bretteville-du-Grand-Caux
- Daubeuf-Serville
- Écrainville
- Goderville
- Gonfreville-Caillot
- Grainville-Ymauville
- Houquetot
- Manneville-la-Goupil
- Mentheville
- Saint-Maclou-la-Brière
- Saint-Sauveur-d'Émalleville
- Sausseuzemare-en-Caux
- Tocqueville-les-Murs
- Vattetot-sous-Beaumont
- Virville